# Coupe d'Europe de baseball 2008
La  Coupe d'Europe de baseball 2008 est la 45e édition de cette épreuve mettant aux prises les meilleurs clubs européens. La phase finale se tient du 13 au 14 septembre à Barcelone (Espagne).

## Demi-finales
- 13 septembre 2008 : 
  - 11h00.  Grosseto Baseball 3 - 4  Nettuno Baseball
  - 18h30.  FC Barcelone 1 - 2  San Marino BC

## Match pour la troisième place
- 14 septembre 2008 :  Grosseto Baseball 3 - 0  FC Barcelone

## Finale
- 14 septembre 2008 :  Nettuno Baseball 3 - 2  San Marino BC